# روبرت ليك (سياسي أسترالي)
ولد روبرت رولاند ليك (14-9-1811 إلى 1860), هو سياسي مزارع أغنام في الأيام الأولى لمستعمرة جنوب أستراليا[بحاجة لمصدر].

## تاريخة

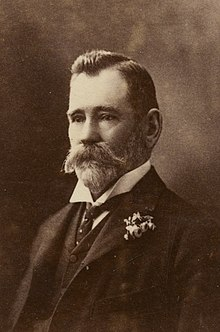
صوره جورج ريدروك

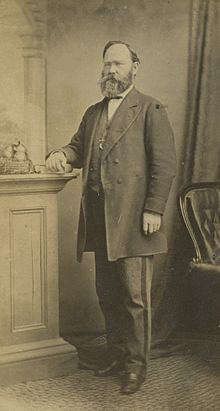
صوره جون ريدروك

هاجر روبرت رولاند ليك وشقيقه إدوارد جون ليك (1812-1867) مع والديهما جون وإليزابيث ليك إلى تسمانيا [بحاجة لمصدر](ثم أرض فان ديمن) في عام 1823 مع أول قطيع من الأغنام السكسونية[بحاجة لمصدر] ميرينو التي ستُحضر إلى نصف الكرة الجنوبي. ثم تم تعيينه من قبل شركة جنوب أستراليا للإشراف في عام 1836 على القطيع الذي كانوا يستوردونه إلى مستعمرتهم الجديدة. استقر روبرت وإخوته في جنوب شرق جنوب أستراليا كسكان، وفي النهاية أصبح روبرت مالكًا لعقار. أسسوا محطة إنفيراري على ضفاف بحيرة ليك، كان آدم ليندسي جوردون يعمل هناك في السابق كسمسار للخيول. خدم روبرت كأول عضو في مجلس النواب للناخب الفردي في فيكتوريا من فبراير 1857. استقال في ديسمبر 1857عند وفاة روبرت، ورث شقيقه إدوارد محطة جلينكو التي تبلغ مساحتها 53000 فدان (21000 هكتار)، تحمل 53000 رأسًا من الأغنام و 3500 ماشية و 300 حصان. كان مسؤولاً عن بناء سقيفة صوف جديدة رائعة صممها دبليو تي جور واستوعبت 36 مقصًا على السبورة، وهي الآن كنز قومى. باعت شقيقته المحطة إلى جون ريدوك وجورج ريدروك، اللذان قسما الملكية فيما بينهما فيما بعد. أخذ جون الطرف الجنوبي وفي عام 1898 قام بتقسيمه لتسوية أوثق. أطلق جورج على نصيبه اسم «كورين».

## العائلة
تزوج روبرت ليك من روث هيكمر عام 1853. وتزوجت مرة أخرى من هنري ويليام ثيركيل في 3 يناير 1867. تزوج إدوارد جون ليك (توفي في 27 أبريل 1867) من ليتيتيا أماندا كلارك في 31 يوليو 1854. أنجبت ابنًا في 3 أكتوبر 1862 ؛ تزوجت مرة أخرى من ريتشارد مكارثي في 19 نوفمبر 1870.